# Separate Fledermausquartiere und -habitate in der Lausitz
Separate Fledermausquartiere und -habitate in der Lausitz este o arie protejată (arie specială de conservare — SAC, sit de importanță comunitară — SCI) din Germania întinsă pe o suprafață de 254 ha, integral pe uscat.

## Localizare
Centrul sitului Separate Fledermausquartiere und -habitate in der Lausitz este situat la coordonatele 51°13′30″N 14°35′41″E / 51.225°N 14.5947°E.

## Înființare
Situl Separate Fledermausquartiere und -habitate in der Lausitz a fost declarat sit de importanță comunitară în iunie 2002 pentru a proteja 2 specii de animale. Situl a fost protejat și ca arie specială de conservare în aprilie 2011.

## Biodiversitate
Situată în ecoregiunea continentală, aria protejată conține 4 habitate naturale: Fânețe de joasă altitudine (Alopecurus pratensis, Sanguisorba officinalis), Păduri de fag Luzulo-Fagetum, Păduri de stejar și carpen Galio-Carpinetum, Păduri aluvionare cu Alnus glutinosa și Fraxinus excelsior (Alno-Padion, Alnion incanae, Salicion albae).
La baza desemnării sitului se află mai multe specii protejate de  mamifere (2): liliac cârn (Barbastella barbastellus), liliac comun (Myotis myotis).